# Dielsdorf ZH
| ZH ist das Kürzel für den Kanton Zürich in der Schweiz. Es wird verwendet, um Verwechslungen mit anderen Einträgen des Namens Dielsdorf zu vermeiden. |

Dielsdorf (zürichdeutsch Tielschdoorff, älter Tielschderf) ist eine politische Gemeinde im Zürcher Unterland und zugleich der Hauptort des gleichnamigen Bezirks des Schweizer Kantons Zürich.

## Wappen
Blasonierung:
In Silber auf grünem Dreiberg ein aufrechter schwarzer, rotgezungter Bär, einen entästeten goldenen Baumstamm schulternd

## Geographie
Dielsdorf liegt im Nordwesten des Kantons Zürich, am östlichen Ende der Lägern und am Fusse des Städtchens Regensberg.

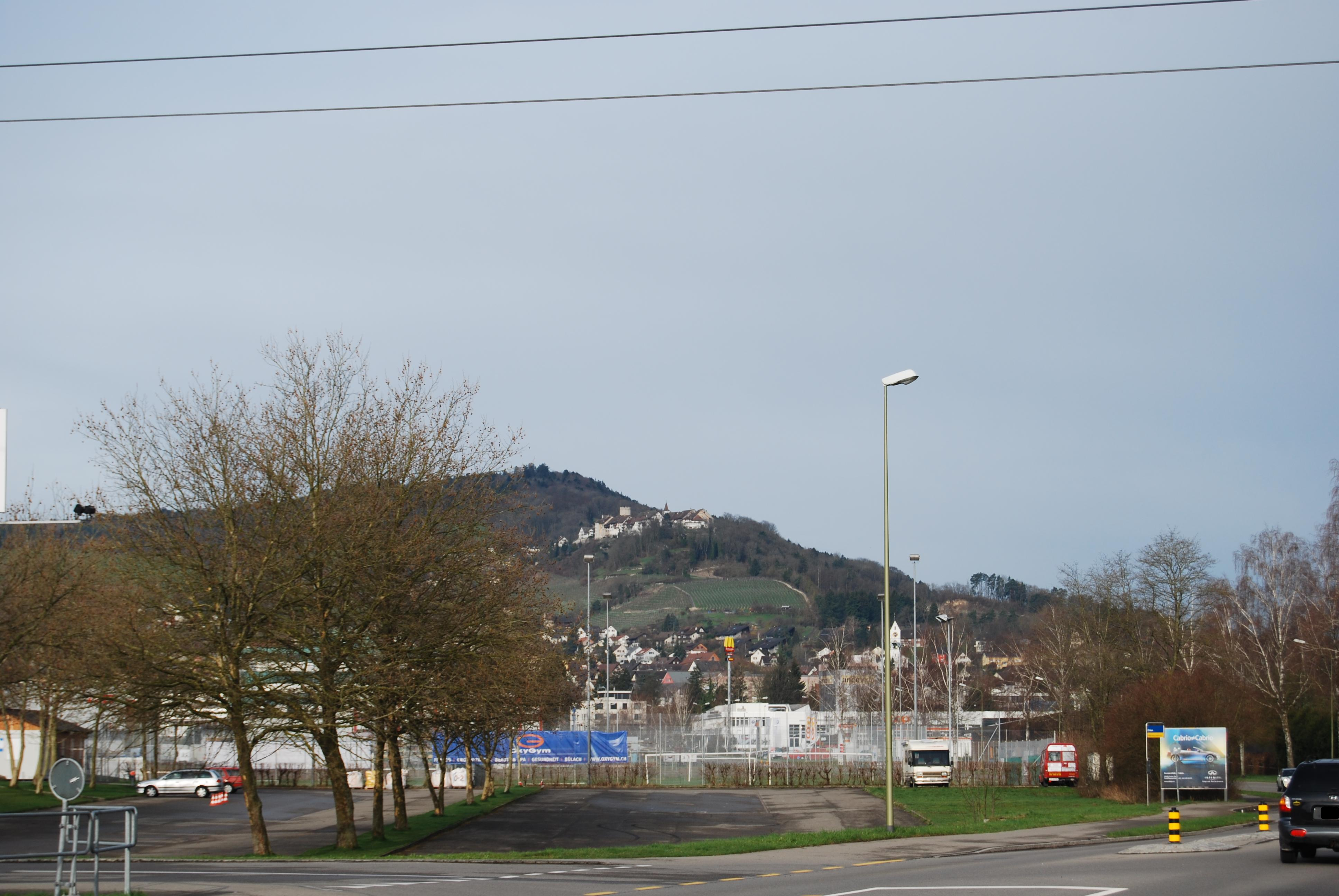
Dielsdorf und auf dem Grat der Lägern darüber das Städtchen Regensberg

Das Gemeindegebiet hat eine Fläche von 588 ha (was im Vergleich mit anderen Gemeinden eher klein ist), davon sind 192,9 ha (32,8 %) landwirtschaftlich genutzt, auf 178,8 ha (30,4 %) befindet sich Wald, 157,0 ha (26,7 %) sind bewohntes Gebiet und 50,0 ha (8,5 %) Verkehrsfläche. 4,1 ha (0,7 %) sind Gewässer und 5,3 ha (0,9 %) unproduktive Fläche (Stand 2018). Der tiefste Punkt der Gemeinde liegt als Ausläufer des Neeracher Rieds auf 410 m ü. M., der höchste Punkt auf 653 m ü. M., etwa auf der Höhe von Regensberg.
Die Gemeinde Dielsdorf grenzt im Norden an Steinmaur, im Osten an Niederhasli, im Süden an Buchs ZH und im Westen an das historische Städtchen Regensberg.

## Bevölkerung
| Jahr      | 1771 | 1836 | 1850 | 1900 | 1950 | 1975 | 2000 | 2005 | 2010 | 2015 | 2020 | 2022 |
| --------- | ---- | ---- | ---- | ---- | ---- | ---- | ---- | ---- | ---- | ---- | ---- | ---- |
| Einwohner | ~290 | 466  | 642  | 674  | 734  | 3304 | 4677 | 4912 | 5646 | 5917 | 5966 | 6142 |

2022 waren in der Gemeinde Dielsdorf 6142 Einwohner registriert, davon 49,3 % Frauen und 50,3 % Männer. Der Ausländeranteil betrug 33,8 %.
Im Jahr 2022 gehörten 21,9 % der evangelisch-reformierten Konfession an, 26,3 % der römisch-katholischen und 51,8 % einer anderen oder keiner.

## Politik
Seit 2010 ist Andreas Denz Gemeindepräsident (parteilos, Stand Dezember 2023).
Die Exekutive der Gemeinde ist der aus sieben Personen bestehende Gemeinderat, der alle vier Jahre durch die Dielsdorfer Stimmberechtigten neu gewählt wird. Legislative ist die in der Regel zweimal jährlich stattfindende Gemeindeversammlung.
Bei der Nationalratswahl 2019 erreichten die Parteien folgende Wähleranteile: SVP 37,26 %, SP 15,09 %, FDP 12,42 %, Grüne 11,54 %, glp 10,86 %, CVP 3,60 %, EDU 3,49 %, EVP 3,33 % und andere (7) 2,38 %.
Die Wähleranteile bei der Nationalratswahl 2023: SVP 40,89 % (+3,63 %), SP 15,66 % (+0,57 %), FDP 10,66 % (−1,76 %), glp 9,44 % (−1,42 %), Die Mitte 7,08 % (+2,86 %), Grüne 5,82 % (−5,73 %), EVP 3,67 % (+0,34 %), EDU 1,8 % (−1,70 %), Mass-Voll! 1,54 %, Aufrecht Zürich 1,31 %, andere (10) 2,14 %.

## Geschichte

Dielsdorf, historisches Luftbild von 1925, aufgenommen aus 200 Metern Höhe von Walter Mittelholzer

861 wird Dielsdorf auf einer Urkunde des Abts von St. Gallen erstmals unter dem Namen Theolvesthoruf (‹Theodolfsdorf›) erwähnt. Diese Urkunde wird heute noch im Stiftsarchiv von St. Gallen aufbewahrt. Das Kloster war im Hochmittelalter der wichtigste Grundbesitzer. 1276–1306 verpfändete es den Dielsdorfer Kehlhof und die Vogtei an die Freiherren von Regensberg. Bis etwa um 1100 herum hatte sich die heutige Schreibweise des Namens eingebürgert.
1842 wurde die Strasse nach Zürich gebaut und zugleich das Postbüro und eine direkte Postkutschenverbindung nach Zürich eröffnet, 23 Jahre später wurde Dielsdorf durch den Bahnhof Dielsdorf auch ans Bahnnetz angeschlossen. 1864 wurde die mittelalterliche reformierte Kirche abgebrochen und ein neugotischer Bau erstellt.
Das Jahr 1871 war das wichtigste Jahr der Dielsdorfer Geschichte: Nach langen politischen Auseinandersetzungen wurde Dielsdorf wegen seiner zentraleren und verkehrstechnisch besseren Lage an der Stelle von Regensberg zum Bezirkshauptort ernannt.
Im Jahre 1962 wurde auch die katholische Kirche gebaut, welche in der damaligen Zeit wegen ihres gewagten Baues weitherum bekannt war.
1972 wurde der Zweckverband Abwasserreinigung Fischbach-Glatt gegründet, welcher in Niederglatt eine Kläranlage für die angeschlossenen Gemeinden betreibt. Etwa 1973 schliesslich wurde im Ried die Pferdesportanlage des Rennvereins Zürich erstellt. Durch diese Anlage ist Dielsdorf schweizweit ein Begriff.

## Kirchen

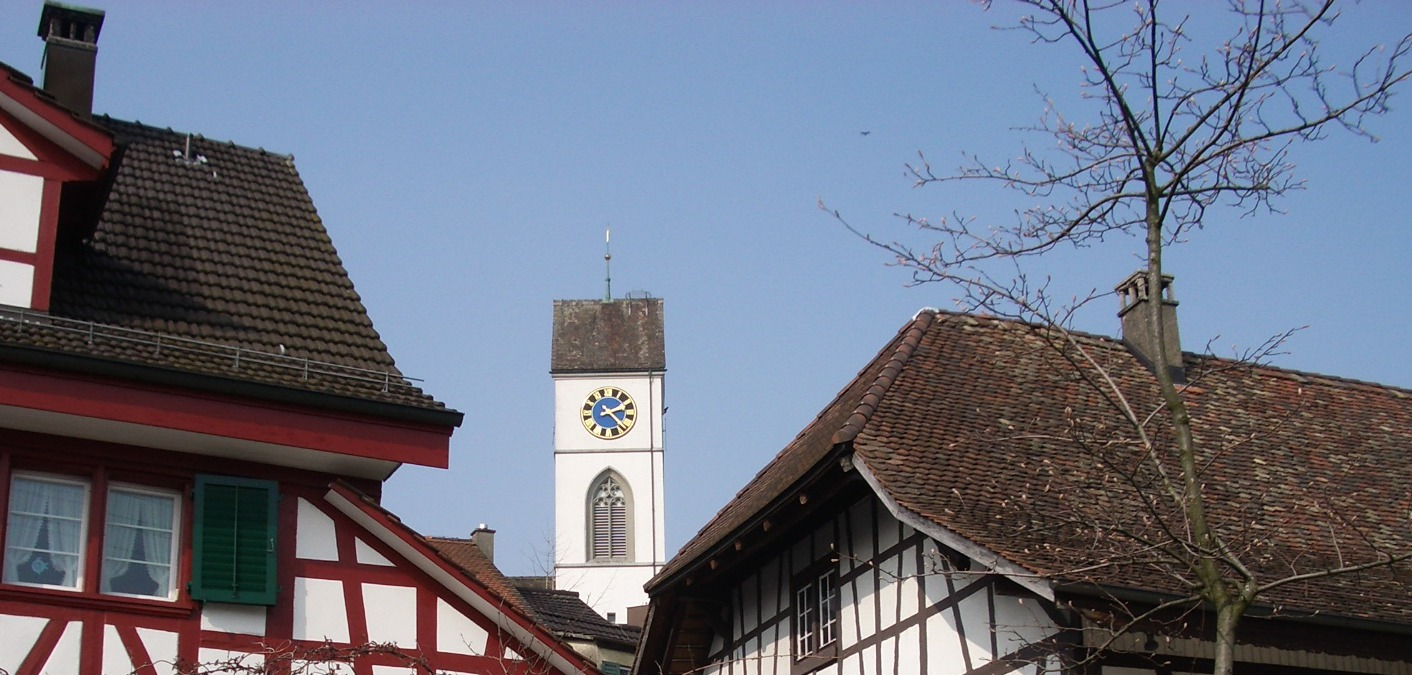
Reformierte Kirche

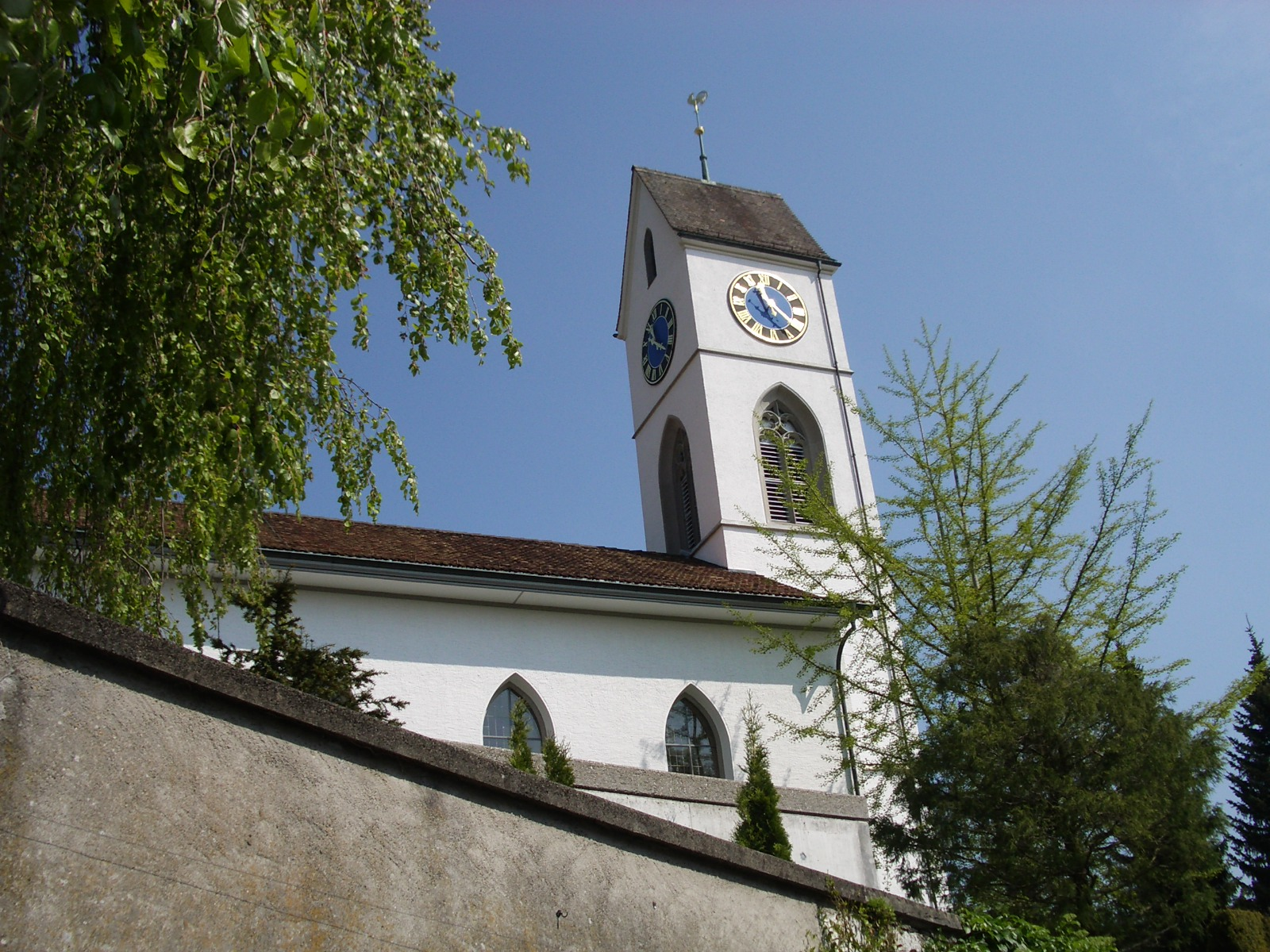
Reformierte Kirche

In Dielsdorf befinden sich drei Kirchen:
- Die evangelisch-reformierte Landeskirche besitzt im Zentrum des Ortes die im Jahr 1866 erbaute Kirche, deren Glockenturm mit dem goldenen Hahn von weit her sichtbar ist. Die Vorgängerbauten dieser Kirche gehen bis ins Mittelalter zurück. Die Urkunde des Klosters St. Gallen, welche Dielsdorf erstmals namentlich erwähnt, bezeugt auch, dass bereits im Jahr 861 eine erste Kirche in Dielsdorf existiert haben muss.
- Die römisch-katholische Kirche St. Paulus steht an der Buchserstrasse und wurde in den Jahren 1960 bis 1962 vom Zürcher Architekten Justus Dahinden erbaut. Die Kirche erinnert in ihrer architektonischen Konzeption an ein Zelt und erinnert daran, dass der Namenspatron der Kirche, der Heilige Paulus, laut Bibel ein Zeltmacher war. Die zu ihrer Erbauungszeit futuristische Kirche wurde im Jahr 2012 durch ein Pfarreizentrum der Architekten Ladner und Meier erweitert.[16]

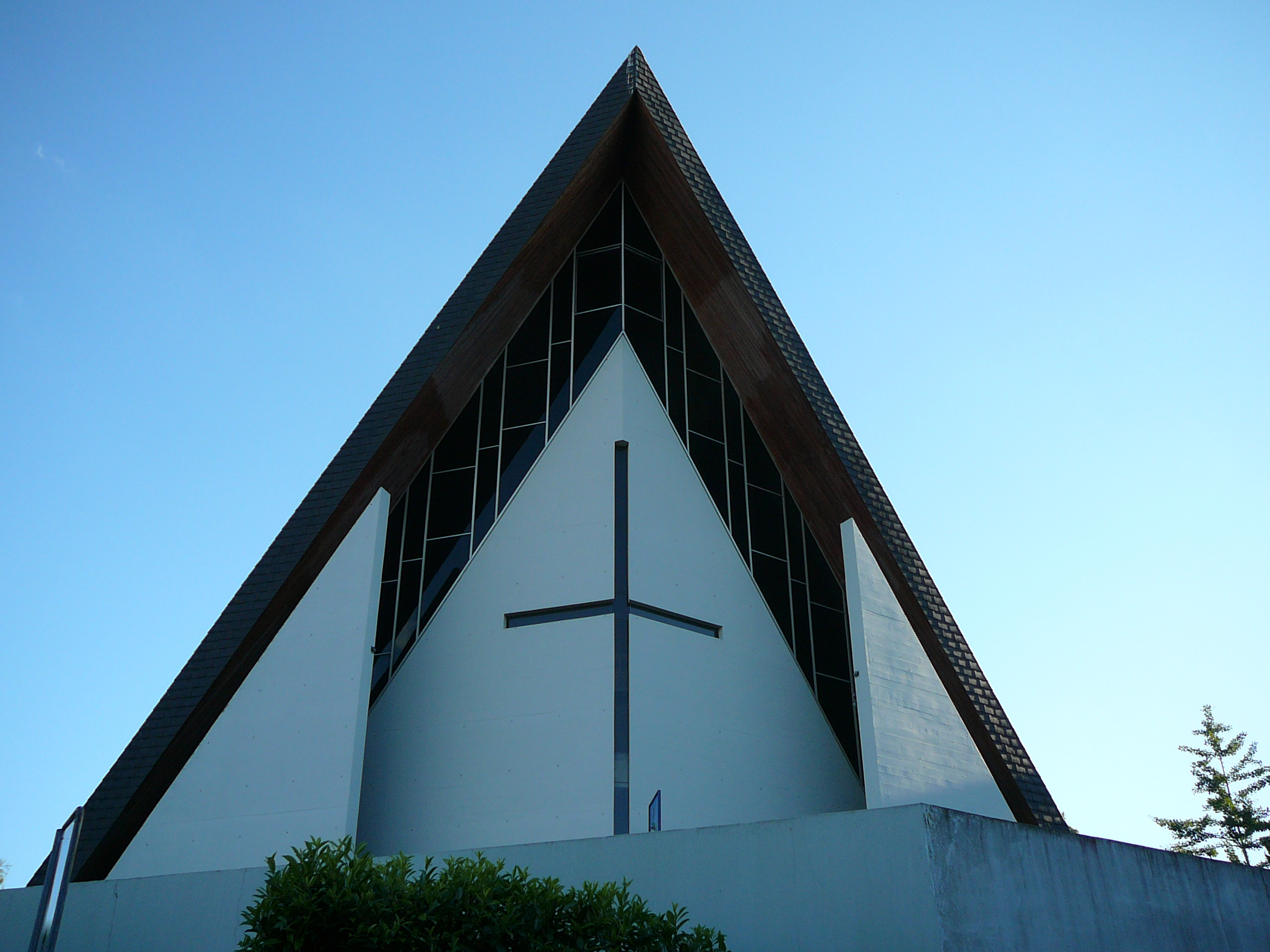
Römisch-katholische Kirche St. Paulus

- Die Freie Gemeinde Dielsdorf (FGD) befindet sich seit 2019 zwischen den anderen beiden Kirchen, an der Schulstrasse.

## Wirtschaft

### Arbeit und Unternehmen
Die Gemeinde Dielsdorf bietet Arbeitsplätze für etwa 2000 Arbeiter aus der näheren und ferneren Umgebung an, besonders da einige Grossfirmen Dielsdorf als den Standort ihres Hauptsitzes ausgewählt haben.
Der wichtigste Arbeitgeber der Region war lange Jahre das 1844 von Rudolf Maag gegründete Chemieunternehmen Maag. Der Hersteller von Pflanzenschutzmittel wurde 1972 von Hoffmann-La Roche übernommen und kam im Jahr 2000 zum Agrochemie-Konzern Syngenta, wo man sich auf den Bereich Pflanzenschutz in Haus und Garten und in Gärtnereien konzentriert.
Dielsdorf ist Sitz der schweizerischen Generalvertretung von BMW und Fujifilm. Green Datacenter AG investiert rund 500 Millionen Franken in den Metro-Campus in Dielsdorf (ZH). Das Grossprojekt umfasst bisher drei High-Density-Rechenzentren, einen Business Park mit Bürogebäuden, Gewerbeflächen und Grünzonen sowie die Anbindung an Fernwärme- und Fernkältenetze. Im Jahr 2026 wird das vierte Rechenzentrum „Datacenter Zürich West 4“ mit 5’526 m² Datacenter- und rund 2’000 m² Bürofläche in Betrieb genommen.

### Verkehr

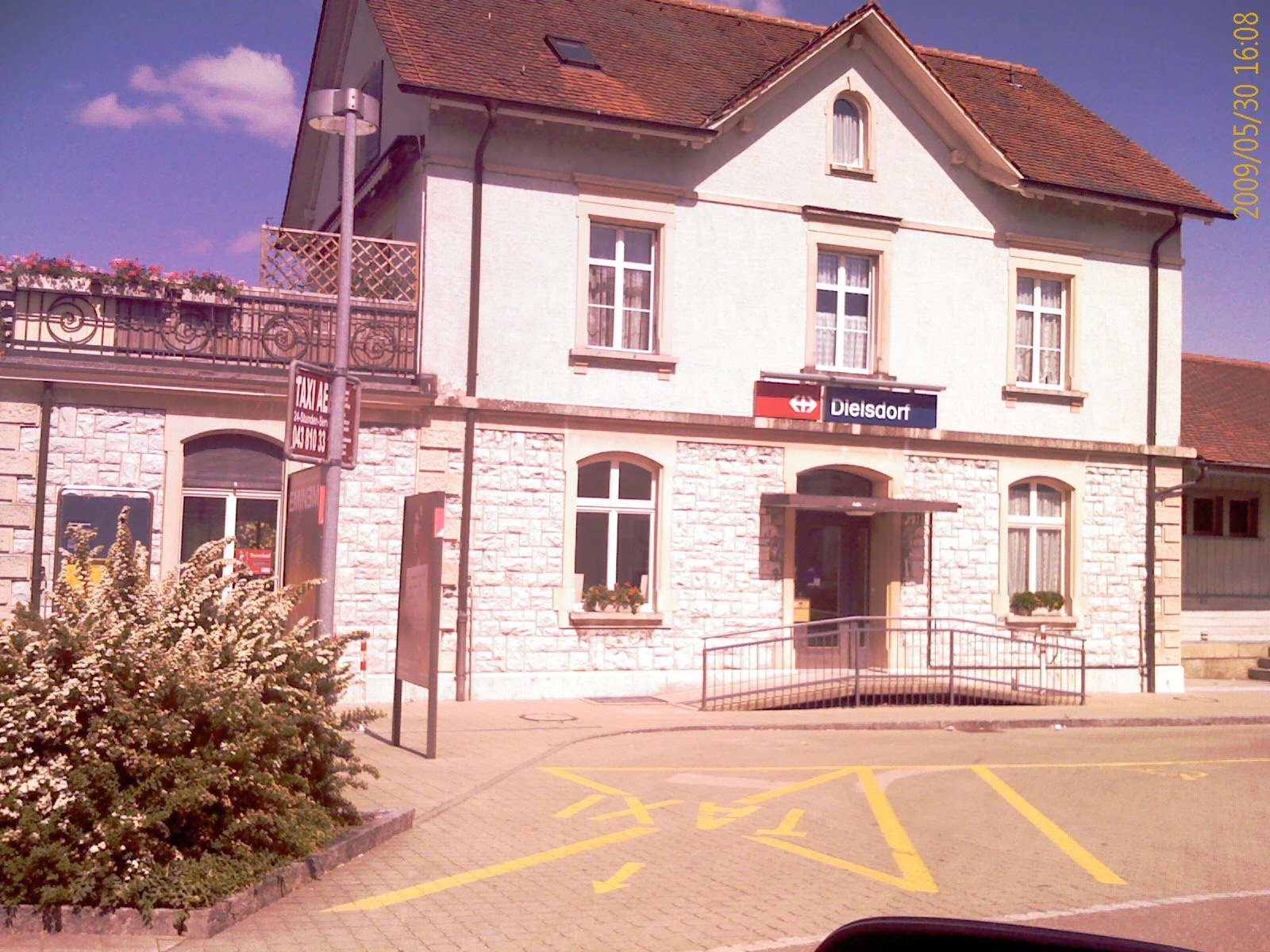
Bahnhof Dielsdorf

Der Bahnhof Dielsdorf liegt an der Wehntalbahn (Oberglatt–Niederweningen), die von der S-Bahn Zürich bedient wird.
Ab Bahnhof Dielsdorf verkehren tagsüber im Halbstundentakt die ZVV-Buslinien 456 (Regensdorf – Dielsdorf) und 593 (Dielsdorf – Regensberg), die von den Verkehrsbetrieben Glattal (VBG) betrieben werden. Die von Postauto betriebene Buslinie 535 (Niederhasli – Dielsdorf – Stadel bei Niederglatt) bedient den Bahnhof nicht.
Die Hauptstrasse 17 von Zürich nach Döttingen führt durch Dielsdorf. Regional bestehen wichtige Strassenverbindungen nach Bülach und Niederhasli.

### Gesundheit
Dielsdorf beheimatet das Gesundheitszentrum Dielsdorf (GZD) mit knapp 400 Mitarbeitern. Das GZD bietet spezialisierte Pflege- und Betreuungsangebote und beherbergt weitere Einrichtungen, wie die Physio Plus AG, das Augeninstitut, die Augenpraxis Dielsdorf AG und den Ernährungsberater foodteam. Weiter sind im GZD die ADUS-Radiologie und die ADUS-Klinik eingemietet. Die ADUS-Klinik ist das einzige Listenspital des Bezirks Dielsdorf und ist auf Orthopädie und Chirurgie spezialisiert. Sie hat gemäss der Gesundheitsdirektion Zürich die tiefsten Fallkosten im Kanton Zürich, obwohl ein überdurchschnittlicher Anteil von grundversicherten Patienten behandelt wird.

## Sonstiges

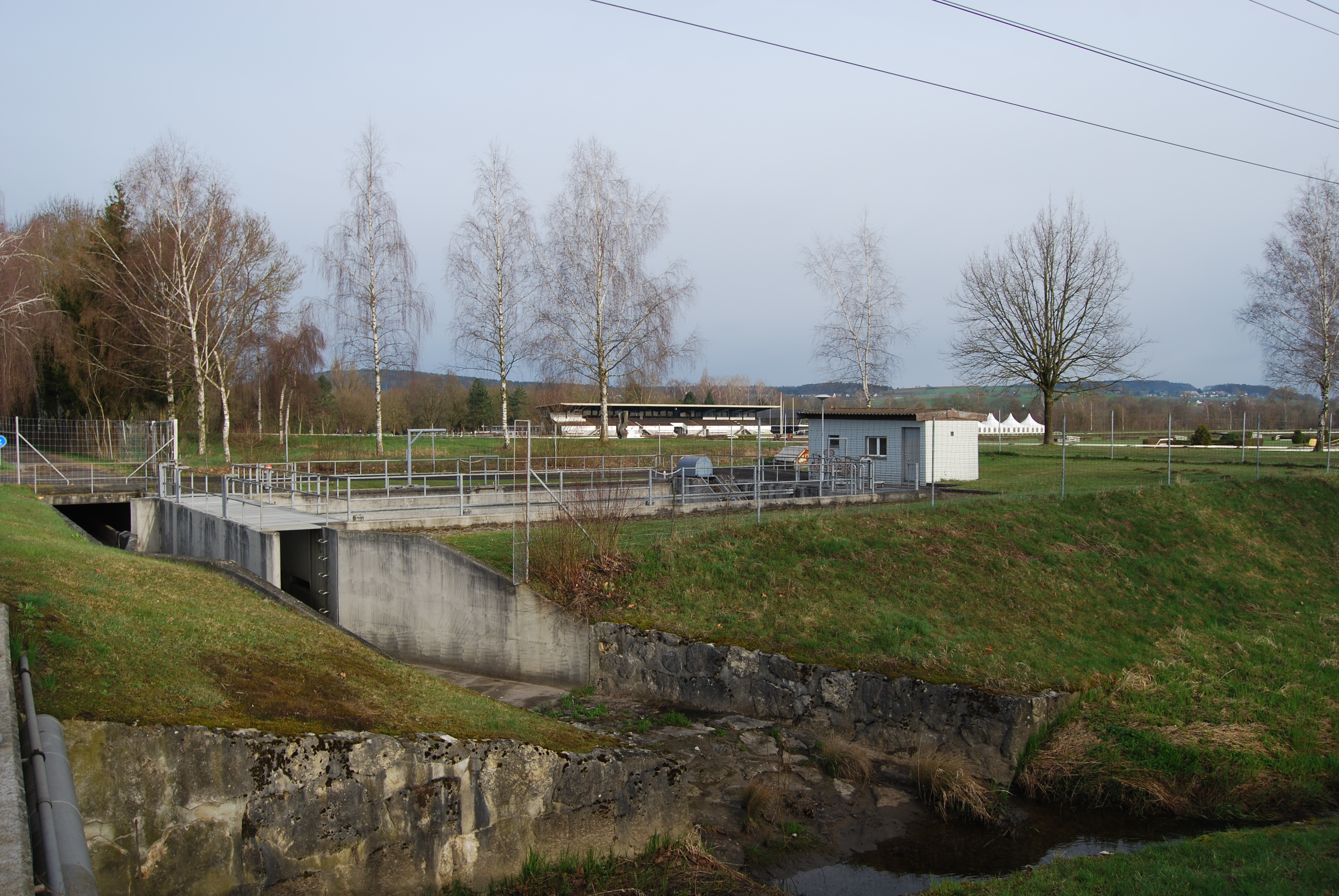
Pferderennbahn Grossriet

Dielsdorf besitzt eine Sportanlage mit Hallenbädern und Eishockeyfeldern und eine Pferderennbahn. Auf Gemeindegebiet finden sich mehrere kleinere und grössere Firmen, zwei Einkaufszentren und zwei grössere Lebensmittelläden mit Metzgerei, zwei Bäckereien, zwei Banken und eine Poststelle.

## Persönlichkeiten
- David Ringger (1860–1930), Jurist und Politiker (DP/Bauernpartei)
- Fritz Bopp (1863–1935), Landwirt, Dichter und Bauernfunktionär
- Rudolf Mülli (1882–1962), Maler
- Hans Hiltebrand (* 1945), Bobfahrer
- Lotti Latrous (* 1953), Entwicklungshelferin
- Ralph Kunz (* 1964), evangelisch-reformierter Pfarrer und Professor für praktische Theologie an der Universität Zürich
- Jeanette Macchi-Meier (* 1973), Moderatorin und Sängerin
- Barbara Steinemann (* 1976), Politikerin (SVP)
- Carmen Stadler (* 1978), Filmemacherin, Drehbuchautorin und Regisseurin
- Marco Bührer (* 1979), Eishockeytorhüter
- Chris Reece (* 1979, bürgerlich Christian Beat Hirt), Komponist, Musikproduzent und Schriftsteller
- Katrin Müller (* 1989), Freestyle-Skierin
- Hazel Brugger (* 1993), Kabarettistin und Moderatorin, in Dielsdorf aufgewachsen